# Дотрис, Карен
Ка́рен До́трис (англ. Karen Dotrice; род. 9 ноября 1955, Гернси) — британская актриса, известная в первую очередь за её роль Джейн Бэнкс в фильме Уолта Диснея «Мэри Поппинс» — художественной экранизации серии книг Мэри Поппинс. Она родилась на острове Гернси в семье двух актёров сцены. Её карьера началась на сцене и расширилась в кино и телевидении, включая главные роли в диснеевских «Три жизни Томазины» в роли молодой девушки, чья любимая кошка волшебным образом оживает, и в партнерстве с Мэтью Гарбером в роли одного из двух детей, тоскующих по вниманию своих родителей в Поппинсе. Она появилась в пяти телевизионных программах между 1972 и 1978 годами. Её актёрская карьера завершилась в скором времени после роли Дездемоны в 1981 году в до-бродвейской постановке Отелло.
В 1984 году Дотрис ушла из шоу-бизнеса, чтобы сосредоточиться на материнстве—у неё трое детей от двух браков—хотя она предоставила комментарии для различных проектов Disney и возобновила публичные выступления, в том числе эпизодическая роль в «Мэри Поппинс возвращается» в 2018 году. Она была названа Легендой Диснея в 2004 году.

## Молодость
Родившись в театральной семье, Дотрис является дочерью Кей(урожденная Кэтрин Ньюман) и Роя Дотриса, двух шекспировских актёров, которые встретились и поженились во время выступления в репертуарных постановках в Англии. Её отец тоже родился на Нормандских островах. У неё есть две сестры Мишель и Иветта, обе актрисы. Её крестным отцом был актёр Чарльз Лоутон, который был женат на Эльзе Ланчестер, одной из коллег по фильму Мэри Поппинс.
Дотрис была ребёнком, когда её отец присоединился к Мемориальному театру Шекспира (позже Королевская Шекспировская компания) в 1957 году. В возрасте четырёх лет она была готова к выступлению, и её дебют состоялся в оригинальной постановке «Кавказский меловой круг» Бертольта Брехта. Там агент Диснея увидел Дотрис и привез её в Бербанк, штат Калифорния, чтобы встретиться с Уолтом Диснеем.

## Карьера

### Фильмы
В 1963 году, в возрасте восьми лет, Карен была нанята, чтобы появиться в «Трех жизнях Томазины» как девочка, чьи отношения с отцом налажены при помощи волшебного возвращения её кошки. Пока она была в Калифорнии, её отец оставался в Англии—где он играл Короля Лира—и Уолт Дисней лично заботился о её семье, часто принимая их в своём доме в Палм-Спрингс. Карен быстро стала принимать Диснея как отца, назвав его «дядя Уолт». Она сказала, что восхищение было взаимным: «Я думаю, что он действительно любил английских детей. Он был в восторге от акцента и этикета. И когда я вела себя очень по-английски и вежливо, он с гордостью смотрел на эту маленькую подопечную, у которой были такие хорошие манеры.»
Историк кино Леонард Малтин сказал, что Дотрис «победила всех» с её работой в «Трех жизнях Томазины», и ей было предназначено играть Джейн Бэнкс (вместе с партнёром по фильму Мэтью Гарбером, в роли её брата брат, Майкла Бэнкса) в «Мэри Поппинс» (1964). Диснеевское частично игровое кино, частично — мультипликационное — это музыкальная адаптация детских книг П. Л. Трэверс, в главных ролях снялись Дэвид Томлинсон как отец — трудоголик и Глинис Джонс как мать — суфражистка, которые слишком заняты, чтобы проводить много времени со своими детьми. Они нанимают няню (Джули Эндрюс), которая берет Джейн и Майкла в волшебные путешествия, призванные научить их, и их родителей, насколько важна семья. Поппинс был самым коммерчески успешным фильмом Диснея в то время и выиграл пять премий Оскар, сделав его кинозвёзд всемирно известными. Дотрис и Гарбера хвалили за их естественное присутствие на экране; критик Босли Краузер писал: «дети … именно такими они и должны быть», в то время как автор Брайан Сибли сказал: «Эти очаровательные, восхитительные молодые люди стали прекрасным центром для фильма.».
Дотрис и Гарбер объединились в третий раз в фильме Gnome Mobile (1967) как внуки богатого магната, который натыкается на лес гномов и помогает остановить их вымирание. В главной роли Уолтер Бреннан в двойной роли, но фильм не смог конкурировать с Поппинс в прокате. После съёмок «дети» больше не поддерживали контакт друг с другом. В интервью для выпуска DVD 40th Anniversary Edition Мэри Поппинс, Дотрис вспомнила, как она узнала о смерти Гарбера в 1977 году:
«Я помню, как его мама, Марго, звонила […] чтобы сообщить нам, что Мэтью умер. Это было так неожиданно. […] Я жалею, что не брала трубку все эти годы, я жалею, что не относилась к нему как к брату; но он неизгладимо отпечатался во всех наших умах, он вечен. Удивительная маленькая душа.»
В другом интервью она вспоминала:
«[Мэтью] был таким, как он выглядел — бесенок, и мне нравилось быть его тенью. Я не могу представить, что снимать фильмы было бы и вполовину так весело без него. Он любил шалить, находя и спрыгивая с маленьких зданий на заднем дворе. Пока я вела себя как положено и не позволяла себе испачкаться, Мэтью любил веселиться и чувствовать опасность. Он был смельчаком и мог бы стать гонщиком. И он действительно жил полной жизнью в течение своих 21 лет».
Карен появилась в роли Алекс Маккензи в фильме The Thirty Nine Steps(1978) с Робертом Пауэллом и Джоном Миллсом. Третий фильм, основанный на романе Джона Бакена, и это был её единственный полнометражный фильм во взрослом возрасте. В фильме Алекс сопровождает Ханнея (Пауэлл), находясь в бегах от «как шпионов, так и полиции».

## Телевидение
В 1974 году Дотрис появилась в роли Дезире Клари в телевизионном сериале "Наполеон и любовь". Девятичасовой, драматизированный рассказ о Наполеоне I во Франции при участии Иэна Холма и Тима Карри.
Также в 1974 году она появилась вместе с Хелен Миррен и Клайвом Ревиллом в Bellamira. В следующем году Дотрис сыграла горничную Лили Хокинс в шести эпизодах «Вверх и вниз по лестнице» во время своего пятого и последнего сезона. Сериал — повествование о семье Беллами высшего класса и их слугах в Эдвардианской Англии в начале 20—го века — была одной из самых популярных программ, выпущенных лондонским телевидением Weekend для ITV. Сериал также оказался популярным в Соединенных Штатах — его показывали в сериале Masterpiece Theatre, и он был «любим во всем мире».
Дотрис играла роль Марии Биднелл в двух эпизодах сериала Dickens of London(1976), где её отец исполнял главные роли Чарльза и Джона Диккенса. В 1977 году она появилась с Энн-Маргрет в «Джозефе Эндрюсе», немецком телефильме, основанном на романе Генри Филдинга "Джозеф Эндрюс"; и как принцесса Озилиза в эпизоде Jackanory «Принцесса и Еж».
В 1978 году Дотрис появилась последний раз на экране в качестве актрисы, сыграв Дженни на канале BBC Two в Пьесе недели She Fell Among Thieves. В главных ролях Малкольм Макдауэлл и Айлин Эткинс, фильм дебютировал в США 5 февраля 1980 года как первый фильм, показанный в рамках сериала Mystery! телекомпании PBS.

## Поздняя карьера
В 1981 году Карен исполнила роль Дездемоны в постановке Театра Уорнера «Отелло» напротив Джеймса Эрла Джонса и Кристофера Пламмера. Рецензенты были менее чем добры, называя её «единственным серьёзным разочарованием» в актёрском составе, Дэвид Ричардс из Washington Post написал: «Дотрис — это не Дездемона. Она — кукла Дездемоны, читающая свои строки тонким, пронзительным голосом и двигающаяся через трагедию с редкой сонливостью.» Дайан Уист играла роль в бродвейской постановке 1982 года и получила аналогичные отзывы.
Дотрис практически исчезла из общественной жизни после выхода на пенсию. Она была замужем за английским актёром Алексом Хайд-Уайтом с 1986 по 1992 год, у них есть сын Гаррик. В 1994 году Дотрис вышла замуж за тогдашнего руководителя Universal Studios Эдвина «Неда» Налле и позже родила двоих детей, Изабеллу и Гриффина.
Её голос звучит в устной адаптации диснеевских Русалочка, Красавица и Чудовище и Покахонтас; в сингле Мэри Поппинс; в интервью для телеканала ABC «Волт: Человек за мифом»; и в аудиокниге «Опасные женщины» Джорджа Р. Р. Мартина. Она появилась в роли самой себя в документальном фильме 2009 года The Boys: The Sherman Brothers' Story. Что касается актёрского мастерства, в 1995 году она сказала журналу Hello!: «Я никогда не вернусь, потому что мне больше не нужно наносить макияж.».
Карен уговорили вернуться в центр внимания дважды в 2004 году: она была названа Легендой Диснея на церемонии в Бербанке (на которой Мэтью Гарбер был удостоен посмертно), так же у неё брали интервью, и она предоставила аудиокомментарий для выпуска 40-летия Mary Poppins на DVD. Она также записала аудиокомментарий к выпуску Acorn Media DVD Upstairs, Downstairs Series 5, обсуждая Эпизод 7 («Разочарование»), последний эпизод, в котором она появляется.
Несмотря на то, что она ушла из актёрской карьеры, официальный сайт объявил в 2014 году, что она будет делать публичные выступления «впервые за 50 лет». В списке мероприятий были памятные выставки, автограф-сессии и корпоративные мероприятия.

## Взгляд назад
Почти через полвека после Мэри Поппинс и как раз к 50-летию переиздания Blu-ray и театрального выпуска «Спасти мистера Бэнкса» Дотрис, которая с тех пор переехала в Брентвуд, штат Калифорния, сказала Los Angeles Times, что только увидев Бэнкса, она действительно поняла, почему Уолт Дисней был для неё фигурой отца, которую она помнила. «Я не знала истории П. Л. Трэверс с Диснеем и его многолетними попытками убедить её позволить ему рассказать историю Поппинс в фильме». Дотрис заметила общую нить: Трэверс было восемь лет, когда умер её отец, а отец Уолта Диснея взял его на работу, когда ему было восемь. «Мне было восемь, когда я снималась в этом фильме. Я думаю, что П. Л. Трэверс пыталась исправить семьи (с книгами о Поппинс), и Дисней хотел исцелить людей через свои фильмы. Вот я 50 лет спустя смотрю на это — и я плакала, когда смотрела фильм.».

## Фильмография
| Год  | Название                              | Роль                                | Примечания                                                         |
| ---- | ------------------------------------- | ----------------------------------- | ------------------------------------------------------------------ |
| 1963 | Три жизни Томазины                    | Мэри Макдуэй                        | Фильм                                                              |
| 1964 | Мэри Поппинс                          | Джейн Бэнкс                         | Фильм                                                              |
| 1967 | The Gnome-Mobile                      | Элизабет Уинтроп                    | Фильм                                                              |
| 1973 | A Picture of Katherine Mansfield      | Эдна                                | Телевизионная программа (эпизод № 1.2)                             |
| 1974 | Наполеон и любовь                     | Дезире Клари                        | Телевизионная программа (эпизод Роза)                              |
| 1974 | Bellamira                             | Изабелла                            | Телевизионный фильм                                                |
| 1975 | Вверх и вниз по лестнице              | Лили Хокинс                         | Телевизионная программа (шесть эпизодов)                           |
| 1976 | Dickens of London                     | Мария Биднелл                       | Телевизионная программа (два эпизода)                              |
| 1977 | Joseph Andrews                        | Памела                              | Фильм                                                              |
| 1977 | Jackanory                             | Принцесса Озилиза                   | Телевизионная программа (эпизод «Принцесса и Еж»)                  |
| 1978 | She Fell Among Thieves                | Дженни                              | Телевизионный спектакль                                            |
| 1978 | The Thirty Nine Steps                 | Алекс Маккензи                      | Фильм                                                              |
| 1982 | Voyagers!                             | Мэрион Браунлоу                     | Телевизионная программа (эпизод «день, когда Ребс взял Линкольна») |
| 2005 | Young Blades                          | школьная учительница                | Телевизионная программа (два эпизода)                              |
| 2009 | The Boys: The Sherman Brothers' Story | самой себя                          | Документальный фильм                                               |
| 2018 | Мэри Поппинс возвращается             | Элегантная леди в Вишневом переулке | Камео                                                              |

## Награды
| Год  | Организация                          | Номинация                | Работа                | Результат |
| ---- | ------------------------------------ | ------------------------ | --------------------- | --------- |
| 1979 | Evening Standard British Film Awards | Лучший Новичок — Актриса | The Thirty Nine Steps | Победа    |